# 巴江雲南鰍
巴江云南鳅（学名：Yunnanilus bajiangensis）为輻鰭魚綱鲤形目條鳅科云南鳅属的其中一種，分布於中國雲南省石林縣巴江流域，體長可達6.5公分，棲息在溪流底層水域，生活習性不明

## 扩展阅读
維基物種上的相關：巴江云南鳅